# Tokuma Shoten
Tokuma Shoten Publishing Co., Ltd. (株式会社徳間書店?, Kabushiki-gaisha Tokuma Shoten) è una casa editrice giapponese, fondata nel 1954.
L'azienda è stata anche la società madre dello studio cinematografico Daiei Motion Pictures, rilevato nel 1974, e dell'etichetta discografica Tokuma Japan Communications, rilevata nel 1972, finché nel 2000 sono state entrambe vendute, quando Yasuyoshi Tokuma, fondatore dell'azienda, è morto.

## Pubblicazioni
Riviste
- Animage (アニメージュ?, Animēju)
- BestGear
- Chara Selection
- Famimaga (ファミリーコンピュータマガジン?, Family Computer Magazine)
- Famimaga 64
- Famimaga Weekly
- Goods Press
- Hyper Hobby
- LoveBerry (ラブベリー?, RabuBerī)
- Mondai Shōsetsu (問題小説?)
- Monthly Asahi Geinō Entame (月刊アサヒ芸能エンタメ!?, Gekkan Asahi Geinō Entame!)
- Monthly Manga Voice (月刊マンガボーイズ?, Gekkan Manga Bōizu)
- Monthly Shōnen Captain (月刊少年キャプテン?, Gekkan Shōnen Kyaputen)
- SF Adventure (SFアドベンチャー?, Esuefu Adobenchā)
- SF Fantasy Ryū (SF・ファンタジー リュウ?, Esuefo Fantajī Ryū)
- Shokuraku (食楽?)
- TV Land (テレビランド?, Terebi Rando)
- Weekly Asahi Geinō (週刊アサヒ芸能?, Shūkan Asahi Geinō)
- Monthly Comic Ryū (月刊COMICリュウ?, Gekkan COMIC Ryū)

Film
- Nausicaä della Valle del vento
- Laputa - Il castello nel cielo
- Il mio vicino Totoro
- Kiki - Consegne a domicilio
- Pioggia di ricordi
- Porco Rosso
- Pom Poko
- I sospiri del mio cuore
- Princess Mononoke
- I miei vicini Yamada
- La città incantata
- La ricompensa del gatto
- Il castello errante di Howl